# Laugh Now, Cry Later
Albums de Ice Cube
Greatest Hits
(2001) In the Movies
(2007)
Singles
1. Why We Thugs
Sortie : 13 avril 2006
2. Go to Church
Sortie : 2006
3. Steal the Show
Sortie : 2006
4. Child Support
Sortie : 2006
5. Spittin' Pollaseeds
Sortie : 2007
6. You Gotta Lotta That
Sortie : 2007

Laugh Now, Cry Later est le septième album studio d'Ice Cube, sorti le 6 juin 2006 sur son propre label Lench Mob Records.
L'album s'est classé 2e au Top R&B/Hip-Hop Albums et 4e au Billboard 200 et a été certifié disque d'or par la Recording Industry Association of America (RIAA) le 25 août 2006.

## Liste des titres
| No  | Titre                                                                      | Contient un (des) sample(s) de | Durée |
| --- | -------------------------------------------------------------------------- | --- | ----- |
| 1.  | Definition of a West Coast G (Intro)                                       | | 0:14  |
| 2.  | Why We Thugs (Produit par Scott Storch)                                    | | 3:45  |
| 3.  | Smoke Some Weed (Produit par Bud'da)                                       | | 3:46  |
| 4.  | Dimes & Nicks (A Call From Mike Epps)                                      | | 1:06  |
| 5.  | Child Support (Produit par Hallway Productionz)                            | Kick in the Door de The Notorious B.I.G.                                                                                                   | 4:01  |
| 6.  | 2 Decades Ago (Skit)                                                       | | 0:14  |
| 7.  | Doin' What It 'Posed 2Do (Produit par Emile)                               | | 4:07  |
| 8.  | Laugh Now, Cry Later (Produit par Sean C)                                  | Master Plan d'Alan Tew | 3:36  |
| 9.  | Stop Snitchin' (Produit par Swizz Beatz)                                   | My Philosophy des Boogie Down Productions La Di Da Di de Doug E. Fresh et Slick Rick Gangsta Gangsta de N.W.A Microphone Master de Das EFX | 3:15  |
| 10. | Go to Church (featuring Snoop Dogg et Lil Jon – Produit par Lil Jon)       | Blue Suede Shoes d'Elvis Presley | 4:00  |
| 11. | The Nigga Trap (Produit par DJ Green Lantern)                              | | 3:48  |
| 12. | A History of Violence (Skit)                                               | Memory Lane de Minnie Riperton | 1:09  |
| 13. | Growin' Up (Produit par Laylaw et D-Mac)                                   | Memory Lane de Minnie Riperton | 3:53  |
| 14. | Click, Clack, Get Back! (Produit par Emile)                                | Captain Bobby Stout du Jerry Hahn Brotherhood                                                                                              | 3:09  |
| 15. | The Game Lord (Produit par Hallway Productionz)                            | | 4:09  |
| 16. | Chrome & Paint (featuring WC – Produit par Bud'da)                         | The Continental Walk d'Hank Ballard & the Midnighters                                                                                      | 3:27  |
| 17. | Steal the Show (Produit par Scott Storch)                                  | | 4:12  |
| 18. | You Gotta Lotta That (featuring Snoop Dogg – Produit par Lil Jon)          | | 4:06  |
| 19. | Spittin' Pollaseeds (featuring WC et Kokane – Produit par Laylaw et D-Mac) | Baby de Brandy | 5:04  |
| 20. | Holla @ Cha Boy (Produit par Lil Jon)                                      | | 3:30  |

| 21. | Pockets Stay Fat (featuring Lil Scrappy – Produit par DJ Green Lantern) | 3:55 |

| 21. | Run                              | 3:35 |
| 22. | Race Card (Produit par Warren G) | 3:57 |

| 21. | Dick Tease (Interprété par Fatman Scoop – Produit par Hallway Productionz) | 4:02 |